# Kauno Žalgiris (kvinder)
Moterų futbolo komanda "Kauno Žalgiris" eller Kauno Žalgiris er en litauisk kvindefodboldklub fra Kaunas.
Holdets farver er grøn og hvid. Klubben har hjemmebane på SM "Tauro" stadionas (kapacitet 500).

## Historiske slutplaceringer
| Sæson | Niveau | Liga           | Placering | Kilde(r)      |
| ----- | ------ | -------------- | --------- | ------------- |
| 2010  | 1.     | Kvinder A lyga | 4.        | [ 1 ]         |
| 2011  | 1.     | Kvinder A lyga | 3.        | [ 2 ]         |
| 2012  | 1.     | Kvinder A lyga | 2.        | [ 3 ]         |
| 2013  | 1.     | Kvinder A lyga | 4.        | [ 4 ]         |
| 2014  | 1.     | Kvinder A lyga | 2.        | [ 5 ]         |
| 2015  | 1.     | Kvinder A lyga | 2.        | [ 6 ]         |
| 2016  | 1.     | Kvinder A lyga | 2.        | [ 7 ]         |
| 2017  | 1.     | Kvinder A lyga | 2.        | [ 8 ]         |
| 2018  | 1.     | Kvinder A lyga | 2.        | [ 9 ]         |
| 2019  | 1.     | Kvinder A lyga | 2.        | [ 10 ] [ 11 ] |
| 2020  | 1.     | Kvinder A lyga | 3.        | [ 12 ]        |
| 2021  | 1.     | Kvinder A lyga | 3.        | [ 13 ]        |

## Klub farver
Indtil 7. april 2017 var holdets farve blå.
| ŽARA | ŽARA |

| ŽARA | ŽARA |

- Grøn og hvid. (2017 – nu)

| Kauno Žalgiris | Kauno Žalgiris |

## Nuværende trup
Pr. 1. april 2019.
| Nr. | Land    | Position | Spiller                    |
| --- | ------- | -------- | -------------------------- |
| 1   | Litauen | MM       | Klaudija Savickaitė        |
| 12  | Litauen | MM       | Ilona Bergelaitė           |
| 2   | Litauen | FO       | Ieva Lidikauskaite         |
| 4   | Litauen | AN       | Agnė Žėglevičiūtė          |
| 5   | Litauen | AN       | Laura Kovalčiuk            |
| 8   | Litauen | MI       | Eva Jakaitė                |
| 10  | Litauen | AN       | Liucija Vaitukaitytė       |
| 11  | Litauen | FO       | Monika Piesliakaite        |
| 13  | Litauen | AN       | Gustė Lukoševičiūtė        |
| 14  | Litauen | FO       | Milda Liužinaitė           |
| 15  | Litauen | FO       | Ugnė Elena Uršulė Šmitaitė |

| Nr. | Land    | Position | Spiller              |
| --- | ------- | -------- | -------------------- |
| 16  | Litauen | AN       | Viktorija Platonova  |
| 17  | Litauen | MI       | Gabrielė Sendžikaitė |
| 18  | Litauen | FO       | Rasa Markevičiūtė    |
| 19  | Litauen | FO       | Rimantė Kunickaitė   |
| 20  | Litauen | MI       | Kamilė Vaičiulaitytė |
| 21  | Litauen | MI       | Karolina Zabolotnaja |
| 22  | Litauen | MI       | Justė Grincevičiūtė  |
| 23  | Litauen | MI       | Sandra Mažeikaitė    |
| 50  | Litauen | MI       | Erika Busevičiūtė    |
| 99  | Litauen | MI       | Jorūnė Lipkinaitė    |

## Trænere
- Ingrida Siliūnienė (20??-2019)
- Mantas Babušis (2020– til maj 2021)
- Martynas Karpavičius (siden maj 2021).[14]